# Polianthion minutiflorum
Polianthion minutiflorum là một loài thực vật có hoa trong họ Táo. Được Estelle M. Ross mô tả khoa học lần đầu tiên năm 1985 dưới danh pháp Trymalium minutiflorum.
Năm 2006, Kevin R. Thiele chuyển nó sang chi Polianthion thành Polianthion minutiflorum.

## Từ nguyên
Tính từ định danh minutiflorum (giống đực: minutiflorus, giống cái: minutiflora) từ tiếng Latinh minutus (thu nhỏ) và flos (hoa); ở đây để nói hoa nhỏ của loài này.

## Phân bố
Loài đặc hữu khu vực đông nam Queensland.